# 外薗彩羽

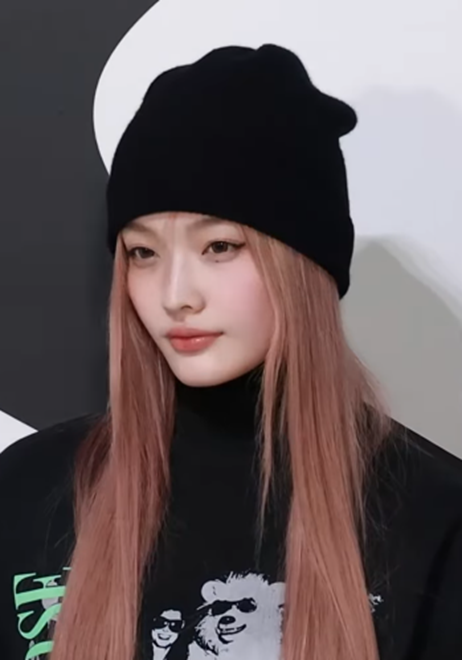
ILLITのIROHA

外薗 彩羽（ほかぞの いろは、朝:호카조노 이로하、漢:外薗彩羽、英:Iroha Hokazono、2008年2月4日 - ）は、東京都出身のK-POPグループ「ILLIT」のメンバー。愛称はイロハ、ロハ、ポンコピン。

## 年表
2008年2月4日 東京都で出生。
3歳の頃にヒップホップダンスを習い始める。
11歳の頃、スカウトされ、韓国に渡り、JYPに入所。練習生生活が始まる。
2010年代後半から2020年代前半にBELIFT LABに移籍したと見られる。
2023年6月30日、R U Next?でILLITのデビューメンバー入りをした。最終順位5位。
2024年3月25日 ILLITとしてデビュー。

## R U Next?
オーディション中、15歳という若さで、他のメンバーが落としたアクセサリーで転倒するなどのアクシデントにも見舞われたが、それを乗り越えて最高のパフォーマンスを披露し、見事デビューを果たした実力派だ。涙もろく、モカに控室で会った際に涙が溢れてしまったという微笑ましいエピソードもある。

## 人物
両親が二人いて、一人っ子である。
同じグループのメンバー・ YUNAHは、「自分の理想通りに練習が上手くいかないときに一番ストレスを感じるタイプ」と語っている。そのためR U Next?の動画内でも上手く出来ないことに悔しくて何度か泣いているシーンが有った。このことからIROHAが真面目で完璧主義者だということが見て取れる。